# Magistralni put 19
Die Magistralni put 19 ist eine Teils fertiggestellte Bundesstraße in Serbien. Sie soll bei der Ortschaft Bačka Palanka (deutsch: Plankenburg) beginnen und in südlicher Richtung bis zur serbisch-bosnischen Grenze an die bosnische Magistralni put M18 führen.

## Planungen
Die Bundesstraße ist derzeit nur zwischen Erdevik und Sremska Rača ausgebaut. Zwischen Bačka Palanka und Erdevik ist die Bundesstraße in Planung. Zurzeit ist zwischen Kuzmin und Sremska Rača parallel zur Bundesstraße die Autoput A7 im Bau, die nach ihrer Fertigstellung die Bundesstraße entlasten soll.